# Mistletoe (canção de Justin Bieber)
"Mistletoe" é um single do cantor canadense de pop e R&B Justin Bieber que foi lançado no iTunes em 17 de outubro de 2011 como o primeiro single do segundo álbum de estúdio e primeiro álbum natalino de Justin, Under the Mistletoe. A canção foi escrita por Justin Bieber, Nasri Atweh e Adam Messinger e foi produzida pelos dois últimos. De acordo com a Nielsen SoundScan, em sua primeira semana a canção vendeu mais de 164,000 cópias estreando em #01 no iTunes e em #05 na parada da revista norte-americana Billboard, Digital Songs. Em 25 de dezembro de 2011, a SoundScan estimou que o total de vendas do single já era de 639,000 downloads pagos, se tornando a canção de Natal mais vendida em um ano. "Mistletoe" também é a décima quinta canção de Natal mais vendida em toda a história da SoundScan.
O single recebeu opiniões geralmente positivas dos críticos musicais, que em sua maioria destacaram o amadurecimento da voz de Bieber e o fato de que ele já está fazendo canções que podem começar a agradar pessoas de uma faixa etária mais adulta. "Mistletoe" é a quinta canção mais bem sucedida de Justin, estreando em #11 na Billboard Hot 100, alcançando o número #02 na Noruega e na parada Adult Contemporary Singles e entrando para o top 10 na Dinamarca, Canadá e Coreia do Sul.

## Composição
"Mistletoe" foi composta por Adam Messinger, Nasri Atweh e Justin e foi produzido também por Adam e Nasri. Ela é uma canção natalina que deriva musicalmente do R&B contemporâneo e do pop, enquanto também faz o uso de alguns elementos do reggae em sua composição. Segundo uma partitura publicada pela Sony/ATV Music Publishing, o single tem oitenta batimentos por minuto e seu ritmo é definido em tempo comum. É composta na chave de Lá menor com o alcance vocal de Justin que vai desde a nota mais baixa E3 até a nota mais alta E6.
De acordo com alguns críticos, a faixa é bastante parecida com "I'm Yours", de Jason Mraz. De acordo com RJ Cabarrubia da Billboard, a canção apresenta o amadurecimento da voz de Bieber, além de parecer ser "suave e otimista". Em entrevista para a MTV News, Bieber disse que a canção é extremamente cativante e que acredita que todos os fãs vão gostar dela. Ele terminou dizendo que ele "sente que os fãs vão cantá-la no Natal". Bill Lamb do About.com disse que a faixa marca um movimento distinto em direção á um som mais adulto vindo de um garoto de dezessete anos.

## Crítica profissional
Bill Lamb do About.com deu a canção uma avaliação de três e meio de cinco estrelas. Lamb disse que a música representava um distinto movimento em direção á um som mais adulto de Justin. Bill ainda disse que seus arranjos são sutis o bastante para que o single se encaixe em qualquer playlist de pop contemporâneo. Bill ainda comparou "Mistletoe" com a canção "I'm Yours", o single lançado em 2008 por Jason Mraz passou dezesseis semanas em #1 nas paradas contemporâneas tornando-a um dos maiores sucessos do gênero e um dos singles mais vendidos. "Mistletoe" soa claramente como uma versão natalina de "I'm Yours"." Lamb continuou a falar que "Mistletoe" foi bem trabalhada e que é susceptível de Bieber conquistar fãs de uma faixa etária mais adulta. "É provável que "Mistletoe" seja um grande sucesso de Bieber. Um álbum natalino neste momento é uma decisão muito sábia." Completou Bill Lamb.
RJ Cubarrubia da Billboard disse que a voz de Bieber amadureceu bastante desde "Baby", soando suavemente e tornando íntima a forma que ele celebra o momento mais maravilhoso do ano, com versos como "The wise men followed the star/ The way I follow my heart/ And it led me to a miracle." Cubarrubia ainda disse: "O som despojado do superstar ajuda a mostrar o quanto ele e sua voz tem crescido. Embora o refrão soe sinceramente como um agradecimento, a canção se torna agradável com a ajuda dos The Messengers." RJ ainda disse que Bieber tenta mostrar todo o seu carisma em "Mistletoe", mas que ele ainda está longe do clássico pop de natal. Jarett Wieselman do The Insider disse que mesmo que ele odeie admitir, "Mistletoe" é uma canção muito boa e pode se tornar de fato uma das melhores de 2011.

## Vídeo musical e desempenho nas paradas
O vídeo musical de "Mistletoe" foi gravado em 28 de setembro de 2011, no centro da cidade de Franklin, no Tennessee por Roman White, diretor que já trabalhou com Bieber anteriormente no videoclipe de "One Less Lonely Girl". Durante as gravações, foi preciso usar uma máquina de neve no set de gravações para tornar o vídeo mais natalino. Sobre as gravações do vídeo, Bieber disse: "Roman consegue contar uma história muito bem, por isso queríamos ele como diretor", explicou Bieber. "Roman fez um ótimo trabalho em "One Less Lonely Girl" e em "You Belong with Me" de Taylor Swift" além de também ter muita experiência." Em 11 de outubro de 2011, foi postado na página oficial de Bieber no YouTube um vídeo dos bastidores da gravação. O clipe foi lançado oficialmente em 18 de outubro de 2011, no portal de vídeos musicais VEVO, onde foi seguido por uma entrevista de trinta minutos com Bieber sobre o vídeo, o álbum e sobre seus planos para as férias. Um revisor da Rolling Stone disse que o clipe mostra com clareza como é o feriado e o jeito como Justin corteja uma garota bonita em uma pequena cidade enfeitada com luzes brancas e neve.
Nos Estados Unidos, o single estreou em #11 na parada Billboard Hot 100, que é a terceira posição mais alta conquistada por Bieber, estando atrás apenas das canções "Baby" que estreou em #05 e "Never Say Never" que teve sua estreia no número #08. Em sua primeira semana de lançamento, a canção vendeu mais de cento e sessenta e quatro mil downloads digitais, estreando em #01 no iTunes e em #05 no Digital Songs, parada da Billboard. No Canadian Hot 100, a canção atingiu o seu pico em #09 e após a venda de mais de quarenta mil downloads pagos no Canadá o single foi certificado como ouro pela Music Canada. "Mistletoe" atingiu o top 10 em mais três países, Dinamarca, onde também alcançou a posição de número #09 permanecendo nesta posição por uma semana e passando seis semanas na parada, na Noruega com a posição #02 e Coreia do Sul, único país no qual a canção conquistou o primeiro lugar. No Brasil, "Mistletoe" atingiu o seu pico em #16, permanecendo onze semanas na parada e em Portugal ela teve sua estreia em #42, sendo #40 o seu pico. Em janeiro de 2012, a Nielsen SoundScan estimou que o single já tenha vendido 722,000 downloads pagos, tornando-a a canção natalina mais vendida de 2011.

## Performances ao vivo
"Mistletoe" foi performada ao vivo pela primeira vez em 5 de outubro de 2011, durante um concerto na cidade do Rio de Janeiro, Brasil. Durante a apresentação, Bieber afirmou que o single seria lançado no iTunes em 17 de outubro de 2011, um dia antes do previsto. Ele cantou a canção em mais dois shows da My World Tour, um no dia 12 de outubro de 2011 em Buenos Aires, capital da Argentina, país no qual ele performou o single com a música "I'll Be" e em 15 de outubro em Santiago, Chile. Em 6 de outubro de 2011, Justin cantou "Mistletoe" junto com "Never Say Never" no MTV Europe Music Awards de 2011. Ele apresentou "Mistletoe" novamente no Bambi Awards 2011, em 10 de novembro de 2011. Justin também fez uma performance da música em 20 de novembro de 2011 no American Music Awards e durante sua passagem pela Alemanha para divulgar o álbum Under the Mistletoe, ele a cantou ao vivo no programa X Factor. Justin também participou do desfile da Disney World realizado em 3 de dezembro de 2011, Disney World's Christmas Parade, onde ele fez uma performance de "Mistletoe" e de "Santa Claus Is Coming To Town". Em 10 de dezembro de 2011, a rede britânica de televisão aberta ITV transmitiu o especial "This Is Justin Bieber", onde Bieber cantou "Mistletoe" juntamente com outras canções do Under the Mistletoe além de também ter cantado o single "Baby" e feito um cover da canção "Because of You" de Ne-Yo no especial.
Em 11 de dezembro de 2011 o cantor performou o single na gravação do "Christmas in Washington", especial transmitido em 16 de dezembro do mesmo ano pelo canal de televisão a cabo TNT que conta com a participação do presidente dos Estados Unidos Barack Obama. O cantor ainda apresentou a canção ao vivo no especial da CBS "A Home For Christmas" em 21 de dezembro de 2011, em Toronto no Canadá. Em 6 de dezembro de 2011 foi transmitido na rede de televisão e rádio NBC o especial do cantor canadense Michael Bublé, "Michel Bublé Christmas", onde Bieber fez uma participação cantando "Mistletoe".

## Faixas e formato
"Mistletoe" foi lançando apenas em uma versão, contidas no álbum Under the Mistletoe e nas versões para download digital e airplay.
| CD single      |                             |         |  |
| N.º            | Título                      | Duração |  |
| 1.             | "Mistletoe" (versão single) |         |  |
| Duração total: | Duração total:              | 3:02    |  |

## Paradas musicais
| País/Parada (2011-2012)               | Melhor posição |
| ------------------------------------- | -------------- |
| Alemanha - Media Control Charts       | 53             |
| Austrália - ARIA Charts               | 20             |
| Áustria - Ö3 Austria Top 75           | 45             |
| Bélgica - Ultratop                    | 28             |
| Brasil - Billboard Brasil Hot 100     | 16             |
| Canadá - Canadian Hot 100             | 9              |
| Coreia do Sul - Gaon Chart            | 1              |
| Dinamarca - Tracklisten               | 9              |
| Escócia - The Official Charts Company | 24             |
| Espanha - PROMUSICAE                  | 16             |
| Estados Unidos - Holiday Songs        | 1              |
| Estados Unidos - Adult Contemporary   | 2              |
| Estados Unidos - Billboard Hot 100    | 11             |
| Estados Unidos - Digital Songs        | 5              |
| Estados Unidos - Pop Songs            | 40             |
| França - SNEP                         | 76             |
| Países Baixos - Dutch Top 40          | 21             |
| Irlanda - Irish Singles Chart         | 16             |
| Japão - Japan Hot 100                 | 25             |
| Mundo - World Singles Top 40          | 11             |
| Nova Zelândia - RIANZ                 | 11             |
| Noruega - VG-lista                    | 2              |
| Portugal - Top 50 Nacional Português  | 40             |
| Reino Unido - UK Singles Chart        | 21             |
| Suécia - Sverigetopplistan            | 18             |
| Suíça - Schweizer Hitparade           | 49             |

| País           | Associação   | Certificação | Vendas   |
| -------------- | ------------ | ------------ | -------- |
| Canadá         | Music Canada | Ouro         | 40,000+  |
| Dinamarca      | IFPI         | Ouro         | 15,000+  |
| Estados Unidos | RIAA         | Ouro         | 500,000+ |

## Histórico de lançamento
O lançamento mundial da canção aconteceu em 17 de outubro de 2011 através da editora discógrafica Island Def Jam.
| País          | Data                  | Formato        | Gravadora      |
| ------------- | --------------------- | -------------- | -------------- |
| Alemanha      | 17 de outubro de 2011 | Single digital | Island Def Jam |
| Espanha       | 17 de outubro de 2011 | Single digital | Island Def Jam |
| Finlândia     | 17 de outubro de 2011 | Single digital | Island Def Jam |
| Nova Zelândia | 17 de outubro de 2011 | Single digital | Island Def Jam |
| Suíça         | 17 de outubro de 2011 | Single digital | Island Def Jam |
| Reino Unido   | 17 de outubro de 2011 | Single digital | Island Def Jam |

## Créditos de produção
Créditos adaptados do encarte do álbum Under the Mistletoe.
- Compositores - Adam Messinger, Nasri Atweh, Justin Bieber
- Produção - The Messengers (Adam Messinger e Nasri Atweh)
- Produção vocal - Kuk Harrel
- Mixagem - Phil Tan
- Vocal de apoio - Nasri Atweh
- Engenharia acústica - Josh Gudwin, Chris O'Ryan, Mitch Kinney, Miguel Lara